# Tapeworm (гурт)
Tapeworm — американський рок-гурт, сайд-проєкт музикантів Nine Inch Nails, який існував у різних формах з 1995 року приблизно до 2004 року. Tapeworm не випускав жодних записів, але часто згадувався в інтерв'ю. Гурт розпочався як сайд-проєкт фронтмена Nine Inch Nails Трента Резнора і учасників концертного складу гурту Денні Лонера і Чарлі Клоузера. Протягом багатьох років до проєкту доєднувалися інші виконавці, такі як Мейнард Джеймс Кінан, Аттікус Росс, Філ Ансельмо та Алан Моулдер, фактично перетворивши його на супергурт. Після багаторічних чуток і розмов про можливий вихід альбому Tapeworm, в 2004 році Резнор оголосив про закриття проекту.

## Історія
Tapeworm було створено під час студійних сесій Nine Inch Nails, після концертного турне на підтримку альбому The Downward Spiral приблизно в 1996 році. Працюючи над матеріалом Nine Inch Nails, Денні Лонер і Чарлі Клоузер, що брали участь в концертних виступах гурту, часто придумували ідеї, які не вписувалися в бачення лідера NIN Трента Резнора. Tapeworm став проєктом, який забезпечив би збереження та видання цього матеріалу — демократичний гурт, в якому Лонер і Клоузер могли діяти нарівні з Резнором, на відміну від Nine Inch Nails, де Резнор зберігав виключний контроль над творчістю.
З плином часу Tapeworm перетворився на супергурт за участі таких музикантів, як Мейнард Джеймс Кінан, Пейдж Гамільтон і Філ Ансельмо, які записували матеріал, що призначався саме для Tapeworm. У 1999 році Лонер повідомив, що три треки були завершені, і описав пісні, створені за участю Ансельмо, як «важкі NIN зустрічають Pantera» та «м'які пісні, накшталт The Wall від Pink Floyd», а матеріал за участю Кінана — як «психоделічні, грув-орієнтовані куплети та гімнові приспіви». Гітарист Prong Томмі Віктор також записав матеріал з групою, але пізніше розповів Rolling Stone, що тривалі затримки в роботі над Tapeworm сприяли його рішенню зробити перерву в музичній кар'єрі; він також звинуватив Резнора в тому, що той віддав його гітарний внесок із Tapeworm Меріліну Менсону.
До 2001 року давній співавтор Nine Inch Nails Алан Моулдер записав таку кількість демо, що їх вистачило б на повноцінний альбом. Моулдер описав ці треки як «дуже несхожі на The Fragile» і відмінні від більшості матеріалу Nine Inch Nails. 2002 року Клоузер залишив Nine Inch Nails і більше не був пов'язаний з Tapeworm. Гурт, який тепер складалася з Резнора, Лонера, Кінана та Аттікуса Росса, зарезервував час у студії звукозапису в надії випустити альбом. Було створено офіційний веб-сайт tapeworm.net, де публікувалися світлини з різних сесій запису, включаючи зображення Джоша Фріза за барабанною установкою.
У вересні 2003 року Лонер сказав в інтерв'ю журналу Kerrang!, що альбом «готовий до зведення», але затримується через юридичні проблеми, пов'язані з конфліктами між лейблами звукозапису Резнора та Кінана. Про завершення роботи над матеріалом Tapeworm неодноразово повідомлялося в MTV News та Kerrang!, його вихід планувався на лейблі Резнора Nothing Records. Перші сесії звукозапису проходили в Nothing Studios в Новому Орлеані, хоча пізніше повідомлялося, що їх було перенесено в Southern Tracks Studios в Атланті, штат Джорджія.
У 2004 році Резнор оголосив про закриття проєкту Tapeworm, посилаючись на проблеми з лейблом, зобов'язання Кінана перед гуртом A Perfect Circle та спад ентузіазму самого Резнора. Він зауважив, що якби музика була чудовою, все це, напевно, можна було б вирішити. Під час інтерв'ю із засновником вебпорталу Digg Кевіном Роузом у 2009 році Резнор також зазначив, що матеріал виявився не такий вдалий, як можна було б очікувати від нього та Кінана, і навряд чи коли-небудь буде опублікований, хоча сам Резнор був би не проти попрацювати з Кінаном ще у майбутньому.

## Учасники проєкту
Музиканти, які, за повідомленнями преси, брали участь в записі пісень проєкту Tapeworm:
| - Даймбег Даррелл (Pantera, Damageplan) - Філ Ансельмо (Pantera, Down, Superjoint Ritual) - Чарлі Клоузер (Nine Inch Nails) - Джером Діллон (Nine Inch Nails) - Робін Фінк (Nine Inch Nails, Guns N' Roses) - Джош Фріз (Nine Inch Nails, A Perfect Circle, Devo, The Vandals) - Тоні Холлідей (Curve) - Пейдж Гамільтон (Helmet) - Мейнард Джеймс Кінан (Tool, A Perfect Circle, Puscifer) | - Денні Лонер (Nine Inch Nails, A Perfect Circle, Black Light Burns, Skrew) - Алан Моулдер (продюсер) - Річард Патрік (Nine Inch Nails, Filter, Army of Anyone) - Трент Резнор (Nine Inch Nails, How to Destroy Angels) - Аттікус Росс (Nine Inch Nails, 12 Rounds, Error, How to Destroy Angels) - Ерік Шроді (House of Pain) - Томмі Віктор (Prong, Danzig, Ministry) - Кріс Вренна (Nine Inch Nails, Stabbing Westward, Die Warzau) - Олександр Вільке-Штайнгоф (Atari Teenage Riot) |

## Пісні
Відомі назви лише двох пісень Tapeworm: «Vacant» і «Potions». Жодна з них не була випущена, хоча їхні кавер-версії виконувалися іншими проєктами Мейнарда Джеймса Кінана. 
Перша з пісень, «Vacant», народилася під час сесій Tapeworm; трек був написаний Лонером і переаранжований Клоузером, слова та мелодія належать Кінану, а приспіва та бек-вокал — Резнору. Пісня вперше була виконана наживо гуртом A Perfect Circle під час їхнього туру 2001 року. За повідомленнями MTV, Резнор був незадоволений тим, що саме Кінан виконав цю пісню: «Мушу визнати, що мене дещо дратувало, що „Vacant“ було виконано ще до того, як ця пісня була належним чином реалізована». Незабаром після розпуску проєкту Tapeworm, Кінан випустив перероблену версію пісні на кавер-альбомі A Perfect Circle 2004 року Emotive під назвою «Passive».
Інший сайд-проєкт Мейнарда Джеймса Кінана Puscifer випустив альбом «C» Is for (Please Insert Sophomoric Genitalia Reference HERE), що містив пісню «Potions (Deliverance Mix)», автором якої було вказано Трента Резнора. У відповідь на чутки про те, що Кінан випустив пісню Tapeworm без будь-яких змін, 18 листопада 2009 року на сторінці веб-сайту Puscifer було опубліковано допис, у якому стверджувалося, що гурт виконав «власну версію» композиції. Пізніше Кінан глибше занурився в цю тему у своєму обліковому записі Twitter: він фактично підтвердив, що пісня з'явилася в проекті Tapeworm, а кавер-версія пісні була випущена Puscifer так само, як A Perfect Circle випустили «Passive». Кінен додав, що цю пісню написали він та Резнор, але продюсером пісні стали саме Puscifer. «Якщо вам не сподобалася „Potions“, ненавидьте нас, не Трента».